# Абу-Ассад, Хани
Хани Абу-Ассад (араб. هاني أبو أسعد‎; род. 11 октября 1961, Назарет) — палестино-нидерландский кинорежиссёр, сценарист и продюсер. Номинирован на Премию «Оскар» за лучший фильм на иностранном языке в 2006 за «Рай сейчас» и в 2013 за фильм «Омар».

## Жизнеописание
Хани Абу-Ассад родился 11 октября 1961 года в городе Назарет в зажиточной семье, где кроме него было ещё пятеро детей. В 1981 году он эмигрировал в Нидерланды, где изучал самолётостроение и работал инженером по специальности.

### Карьера
Абу-Ассад начал карьеру в кинематографе с продюсированию документальных фильмов «Dar O Dar» для канала «Channel 4» и «Long Days in Gaza» для «BBC».
В 1992 году Хани Абу-Ассад написал сценарий и снял свой первый короткометражный фильм «Paper House». Этот фильм был показан на голландском телевидении и получил несколько наград на международных кинофестивалях.
В следующем году Абу-Ассад выступил продюсером фильма Рашида Машарави «Комендантский час». Лента получила высокую оценку и различные награды, включая приз «Золотая пирамида» в Каире и приз «ЮНЕСКО» в Каннах.
После второго короткометражного фильма «13-й», где он выступил как сценарист, продюсер и режиссёр, Абу-Ассад начал работать над первым полнометражным проектом по сценарию Арнона Грюнберга. Фильм «14-я курица» открывал Фестиваль голландского кино в Утрехте в 1998 году и был выпущен в прокат компанией «United International Pictures».
В 2000 году Абу-Ассад и Беро Бейер основали компанию «Augustus Film». В 2002 году Хани Абу-Ассад снял фильм «Свадьба Раны», этот проект стал возможен благодаря поддержке Фонда палестинского кино при Министерстве культуры Палестинской национальной администрации. В фильме описан один день из жизни молодой женщины в Иерусалиме, которая хочет успеть выйти замуж до четырёх часов дня. В том же году фильм отобрали для показа на «Неделе критиков» в Каннах, и получил призы на фестивалях в Монпелье, Марракеше, Бастии и Кёльне.
Следующий документальный фильм Абу-Ассада «Ford Transit» (2002 г) был представлен на кинофестивале «Сандэнс». В фильме создан портрет водителя такси Форд, и с юмором показаны жители палестинских территорий. Лента получила премию «FIPRESCI» на кинофестивале в Салониках, награду «In the Spirit of Freedom» в Иерусалиме, совместно с фильмом «Свадьба Раны» — премию Нестор Альмендрос за смелость при создании фильма на кинофестивале «Human Rights» в Нью-Йорке.
В 1999 году Хани Абу-Ассад и Беро Бейер написали сценарий фильма «Рай сейчас», но сняли его только в 2004 году в Наблусе. Мировая премьера состоялась на «Берлинском кинофестивале» в 2005 году, где фильм получил награду «Голубой ангел» в категории «Лучший европейский фильм», приз читателей «Берлинер Моргенпост» и премию «Amnesty International» в номинации «Лучший фильм». В 2006 году фильм получил премию «Золотой глобус» и награду «Independent Spirit» в номинации «Лучший иностранный фильм» и был номинирован на премию «Оскар» в категории «Лучший фильм на иностранном языке».
В 2011 году Хани Абу-Ассад завершил работу над криминальным триллером «Курьер», где снимались Джеффри Дин Морган, Тиль Швайгер и Микки Рурк.
В 2013 году режиссёр представил драму «Омар», историю трагической любви в оккупированной Палестине. Фильм «Омар» получил приз жюри в специальной конкурсной программе «Особый взгляд» на Каннском кинофестивале в 2013 году, награды «Asia Pacific Screen Awards» (ASPA) 2013, и был номинирован на премию Академии в категории «Лучший фильм на иностранном языке».
Свой шестой полнометражный фильм «Идол» Хани Абу-Ассад снял в 2015 году. Эта драма рассказывает о невероятной судьбе артиста Мухаммеда Ассафа, певца из сектора Газа, который в 2013 году стал победителем арабского шоу «Идол».
В 2017 году Хани Абу-Ассад снимал «Между нами горы», которая 9 сентября 2017 года была представлена в Канаде на Международном кинофестивале в Торонто.

## Фильмография
- 2017 — «Между нами горы» — режиссёр
- 2015 — «Идол» — режиссёр
- 2013 — «Омар» — режиссёр
- 2012 — «Курьер» — режиссёр
- 2011 — «Не забывай меня, Стамбул» — режиссёр, сценарист
- 2005 — «Рай сейчас» — режиссёр
- 2002 — «Свадьба Раны» — режиссёр
- 2000 — «Назарет 2000» — режиссёр
- 1998 — «14-я курица» — режиссёр
- 1998 — «Комендантский час» — продюсер
- 1997 — «13-й» — сценарист, продюсер, режиссёр